# Heaven'z Movie
Heaven'z Movie var den amerikanska rapparen Bizzy Bones debutalbum, som släpptes den 6 oktober 1998. 
Albumet har blivit certifierad guld av RIAA.
Låten "Nobody Can Stop Me" är den enda singeln på detta album.

## Låtlista
| Nr | Namn                   | Gästartist(er) | Längd |
| -- | ---------------------- | -------------- | ----- |
| 1  | Roll Call              |                | 0:52  |
| 2  | Thugz Cry              |                | 3:46  |
| 3  | Marchin' On Washington |                | 0:58  |
| 4  | Yes Yes Y'all          |                | 0:58  |
| 5  | Menesky Mobbin'        |                | 3:56  |
| 6  | Waitin' For Warfare    | Capo           | 5:46  |
| 7  | Mr. Majesty II         | Mr. Majesty    | 4:21  |
| 8  | Brain On Drugs         |                | 1:08  |
| 9  | On The Freeway         | Cat Cody       | 4:34  |
| 10 | Demons Surround Me     |                | 2:49  |
| 11 | (The Roof Is) On Fire  |                | 3:33  |
| 12 | Nobody Can Stop Me     |                | 4:03  |
| 13 | Social Studies         |                | 11:46 |